# Lista siturilor arheologice din județul Giurgiu - I
Lista siturilor arheologice din județul Giurgiu - I conține toate siturile arheologice din județul Giurgiu înscrise în Repertoriul Arheologic Național (RAN) și aflate în localități al căror nume începe cu litera I. RAN este administrat de Ministerul Culturii și Patrimoniului Național și cuprinde date științifice, cartografice, topografice, imagini și planuri, precum și orice alte informații privitoare la zonele cu potențial arheologic, studiate sau nu, încă existente sau dispărute.
Puteți căuta un sit din localitățile care încep cu litera I folosind formularul de mai jos sau puteți naviga prin toate siturile din județ la Lista siturilor arheologice din județul Giurgiu.
| Cod RAN                                | Denumire | Localitate                        | Adresă     | Datare          | Descoperit | Coordonate                                    | Imagine           | Erori            |
| -------------------------------------- | --- | --------------------------------- | ---------- | --------------- | ---------- | --------------------------------------------- | ----------------- | ---------------- |
| 103906.01.01 (Cod LMI: GR-I-s-B-14796) | Așezarea Gumelnița de la Izvoarele - "La Fântână" / ansamblu anonim (Categorie: locuire civilă) (Tip: Așezare)  | sat Izvoarele, comuna Izvoarele   | La Fântână | Gumelnița       |            | 44°03′30″N 25°46′30″E / 44.05833°N 25.775°E   | Încărcați imagine | Raportați eroare |
| 103336.01.01 (Cod LMI: GR-I-s-B-14797) | Necropola romană de la Izvoru - "La Gropi" / ansamblu anonim (Categorie: descoperire funerară) (Tip: Necropolă) | sat Izvoru, comuna Gogoșari       | La Gropi   | sec. IV p. Chr. |            | 43°53′00″N 25°35′38″E / 43.88334°N 25.59389°E | Încărcați imagine | Raportați eroare |
| 106014.01.01 (Cod LMI: GR-I-s-B-14798) | Tell-ul Gumelnița de la Izvoru - "Spital" / ansamblu anonim (Categorie: locuire civilă) (Tip: Tell)             | sat Izvoru, comuna Vânătorii Mici | Spital     | Gumelnița       |            | 44°28′00″N 25°32′35″E / 44.46667°N 25.54306°E | Încărcați imagine | Raportați eroare |
| 103700.02.01                           | Situl arheologic de la Iepurești- La Izlaz / ansamblu anonim (Categorie: locuire) (Tip: Așezare)                | sat Iepurești, comuna Iepurești   | La Izlaz   | Glina           |            |                                               | Încărcați imagine | Raportați eroare |
| 103700.02.02                           | Situl arheologic de la Iepurești- La Izlaz / ansamblu anonim (Categorie: locuire) (Tip: Așezare)                | sat Iepurești, comuna Iepurești   | La Izlaz   | Gumelnița       |            |                                               | Încărcați imagine | Raportați eroare |